# Fimbristylis tenuicula
Fimbristylis tenuicula är en halvgräsart som beskrevs av Johann Otto Boeckeler. Fimbristylis tenuicula ingår i släktet Fimbristylis och familjen halvgräs. Inga underarter finns listade i Catalogue of Life.